# 闽浙
闽浙一般指中國清代的福建省、浙江省，還包含尚未建為行省的臺灣。清代設有闽浙总督，總督轅門駐福州。
清朝的地方行政制度为督抚制。全国划分为23个省，省最高长官巡抚主管一省民政。总督权力比巡抚大，但没有直接的隶属关系，都听命于皇帝。
全国设八大总督，直隶、两江、闽浙、湖广、陕甘、四川、两广、云贵总督。